# Dendermonde
Dendermonde (holland, francia: Termonde, németül: Dendermünde) belga város, amely Flandria régióban, Kelet-Flandria tartományban található. A városhoz tartozik még hét környező résztelepülés: Appels, Baasrode, Grembergen, Mespelare, Oudegem, Schoonaarde és Sint-Gillis-bij-Dendermonde. Mint azt neve is mutatja, a város ott fekszik, ahol a Dender-folyó a Scheldébe torkollik.
Dendermonde lakossága 43 000 fő, a város teljes területe 55,67 km².

## Története

### Az őskortól a 15. századig
Appel településen egyedülálló maradványokat tártak fel a La Tène-kultúra idejéből, ami arról tanúskodik, hogy a Schelde-folyó környéke már a vaskorban lakott volt. Az i. sz. 2. és 6. századból feltárt temetkezési helyek is jelzik, hogy a környék sűrűn lakott volt a római hódítás és a Meroving-dinasztia alatt is. A 843-ban aláírt verduni szerződés, amely három részre osztotta Nagy Károly birodalmát, Dendermondét I. Lothárnak, I. (Jámbor) Lajos frank császár legidősebb fiának juttatta, és a Lotaringiai Királyság része lett. A 883-as viking invázió után, miután a támadókat sikerült visszaszorítani, II. Balduin flamand gróf foglalta el a környéket és Dendermondét is a Flandriai Grófság részévé tette.

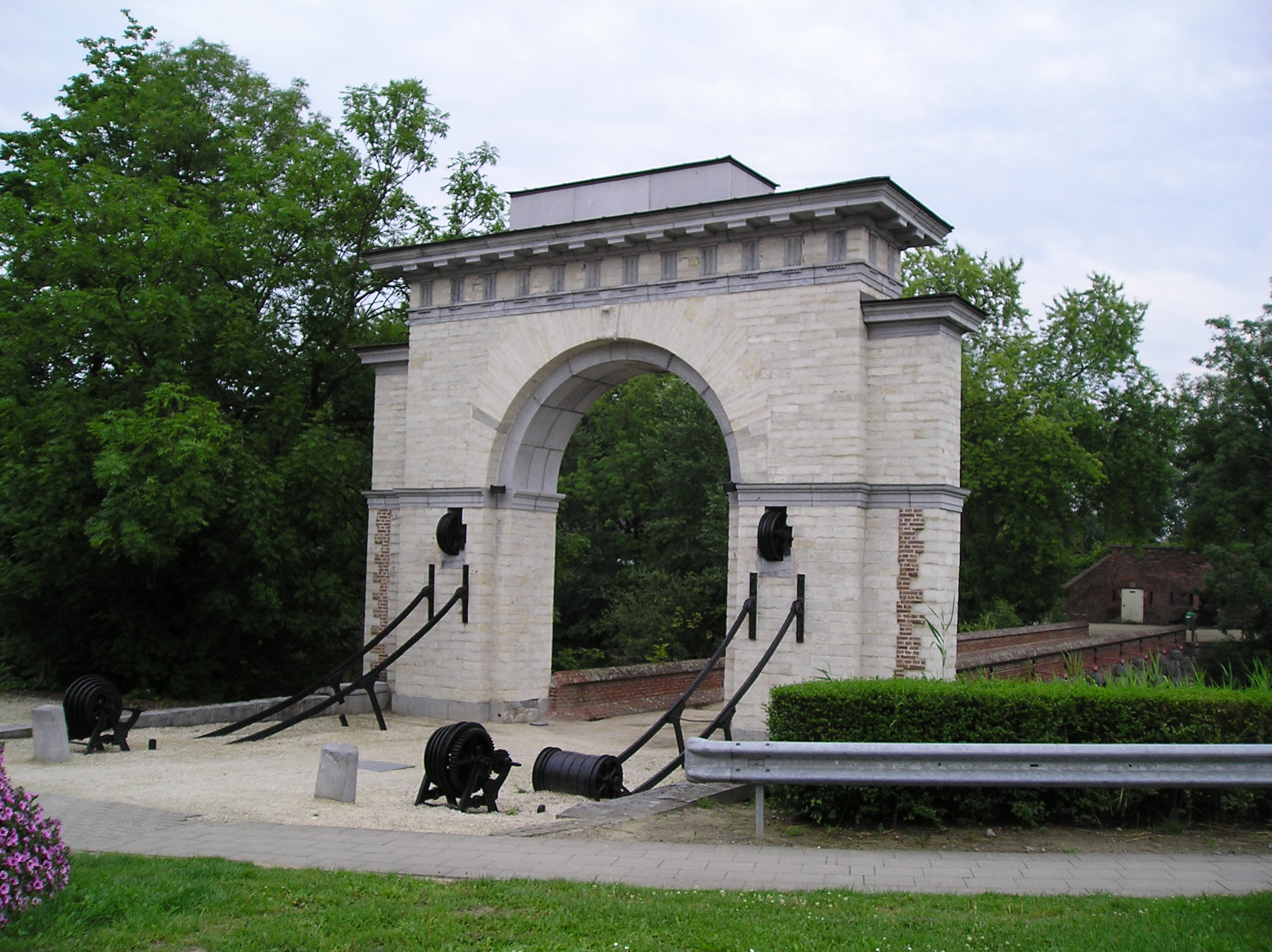
A brüsszeli kapu (Brusselsepoort)

A 10. században II. Ottó német-római császár épített erődöt a városban, hogy elősegítse a környék betelepülését és biztosítsa a hajóforgalmat a Schelde-folyón. A város 1233-ban kapott szabad városi státusz és ezután jelentős fejlődésnek indult a textilipar fellendülésének köszönhetően. Ebben az időszakban számos jelentős középületet, zárdát, templomot, kápolnát építettek. A 14. században készült el a textilkereskedők csarnoka és a hozzá csatlakozó harangtorony, amely ma az UNESCO világörökség) része. A város természetesen mindig is versengett a többi flamand várossal, mint például Gent és Brugge és nemegyszer esett áldozatul a szomszédok támadásának. 1384-ben a város és környéke a burgundi hercegek birtokába került. Az utolsó herceg, Merész Károly halála után annak leánya, Burgundi Mária hercegnő örökölte a hercegséget, amely V. Károly német-római császárral kötött házassága révén a Habsburg-család birtokává lett.

### A 16. századtól napjainkig
V. Károly német-római császár uralkodását követően a németalföldi tartományok a spanyol királyok fennhatósága alá kerültek. A 16. században Dendermondétől elpártolt a szerencse, 1572-ben a várost elfoglalták és jórészt lerombolták Párma hercegének spanyol katonái, akik a függetlenségükért harcoló északi, protestáns tartományok ellen harcoltak. Egy évtized múltán a spanyolok felépítették saját erődjüket a Dender és Schelde folyók találkozásánál. 1667-ben a devolúciós háború idején XIV. Lajos francia király katonái vették be a várost, de a legtöbb pusztítást mégis a spanyol örökösödési háború során, 1706-ban a John Churchill parancsnokága alatt álló angol-holland haderő okozta a romlást.
A háború befejeztével az osztrák Habsburgok kapták meg a németalföldi tartományokat, és jelentősen megerősítették Dendermondét a további francia támadások elhárítása érdekében. 1717-ben a második határszerződés értelmében a várost félig elfoglalták a hollandok. Az osztrák örökösödési háború során, 1747-ben még egy további francia ostromot kellett a városnak kiállni, de pár évtizeddel később helyzete annyira biztonságos volt, hogy a várost védő falakat elbontották.
A háborúk ellenére a 18. század második fele jólétben telt a város lakói számára, akik jelentős hasznot húztak az ipari forradalom következtében megnövekvő ipari és kereskedelmi aktivitásból, elsősorban a helyi textilipar ismételt fellendülésétől. 1800 után Dendermonde felépítette modern kikötőjét és az 1840-es években vasútvonal kötötte össze a várost Belgium többi részével. Ennek köszönhetően újabb iparágak jelentek meg, mint az olajfinomítás, bőrfeldolgozás, cipőipar stb.
Az első világháború 1914-től jelentős törést jelentett a város életében, hiszen a város épületeinek több, mint fele és a város levéltára leégett. A második világháború után Dendermonde ismét fejlődésnek indult. 1971-ben egyesült a szomszédos Appels és Sint-Gillis-bij-Dendermonde, majd 1976-ban Baasrode, Grembergen, Mespelare, Oudegem és Schoonaarde településekkel. Ma Dendermonde Kelet-Flandria egyik jelentős adminisztratív, kereskedelmi, oktatási és egészségügyi központja.

## Turizmus

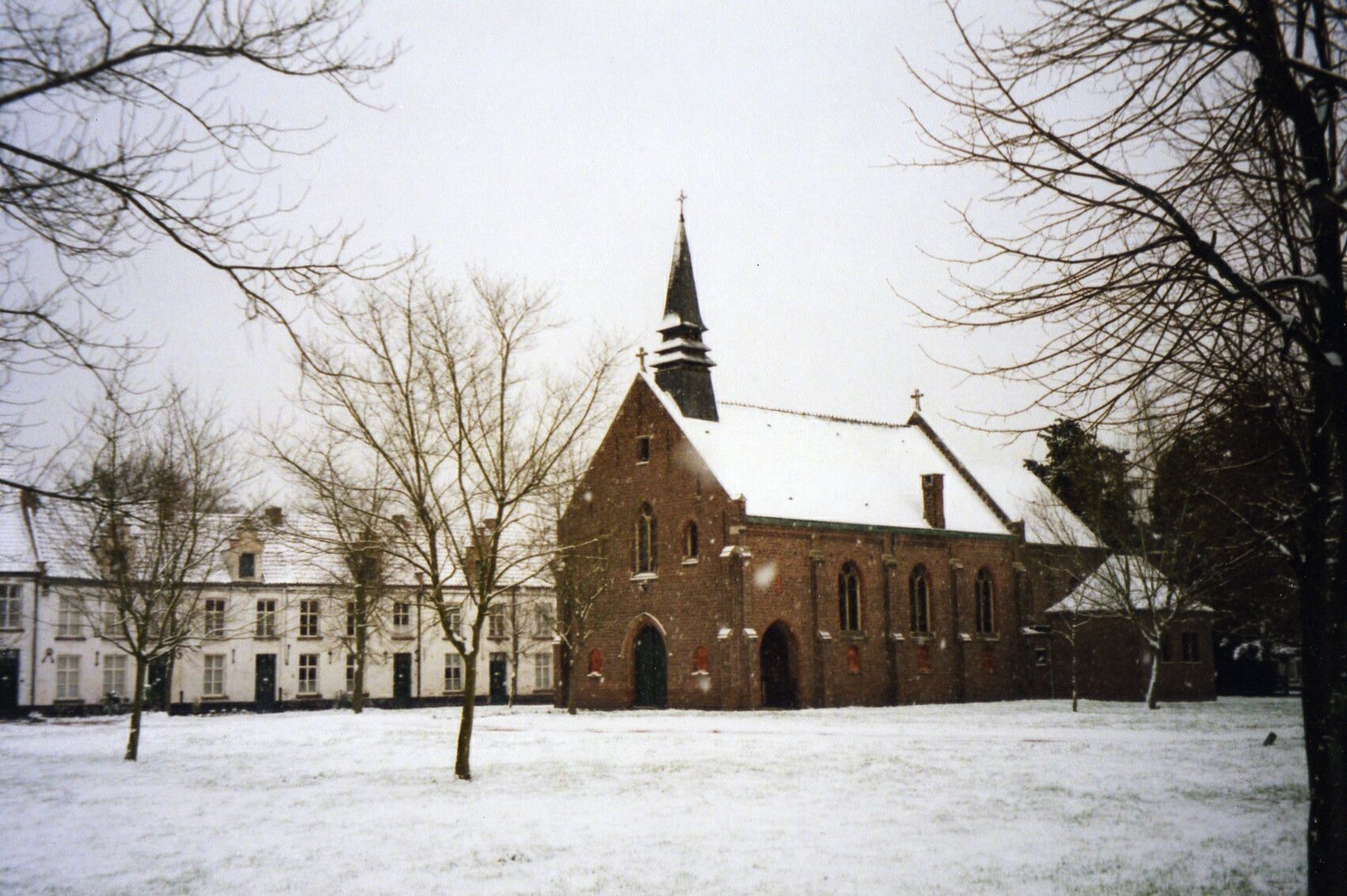
A beginázs épülete Dendermondéban

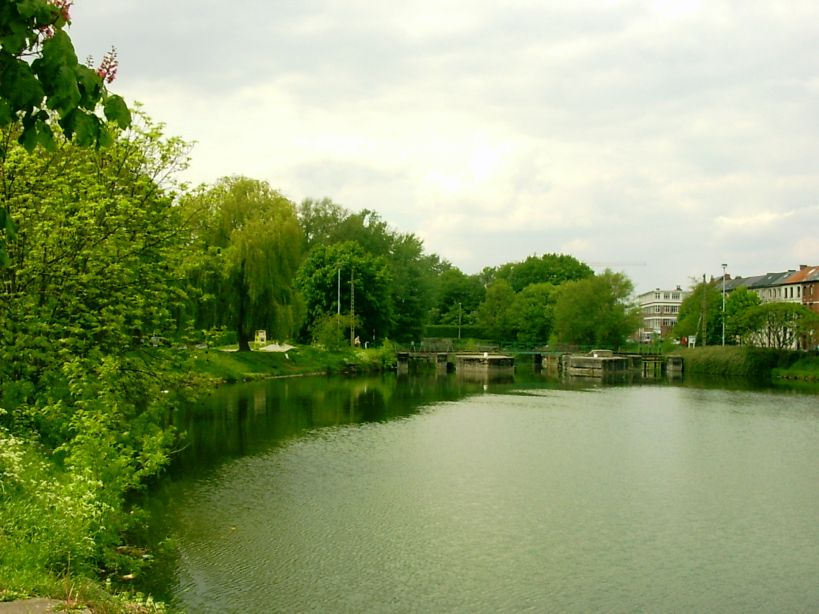
A Dender-folyó partja

### Látnivalók
- A helyi beginázs, a Sint-Alexiusbegijnhof területén 61 17. századi lakóház található, amelyek 1998-tól szintén az UNESCO világörökség részei.[3]
- A városháza és a hozzá csatlakozó harangtorony 1999-ben nyerte el az UNESCO világörökségi)[2] védelmét élvezi. A harangtoronyban, amely korábban a textilkereskedők csarnokának volt része, egyedülálló harangjáték található.
- A város központjában található még egy 19. századi bencés rendi apátság, 1902-ben épült templomával.
- A 13. századi gótikus stílusú Onze-Lieve-Vrouwekerk
- A Dender-folyó partján áll az 1927-ben épült városi bíróság épülete
- A Sint-Gillis-Binnenkerk a 18. században épült, de tornya a 15. századból származik
- 1822-ben épült a Mecheleni és a Brüsszeli Kapu (Mechelse en Brusselse Poort)
- A ciszteri Zwijveke apátság épülete a 18. században, a kolostor kerengője 1690-ben épült

Egyéb jelentős épületek:
- Az Arzenál 1825-ből
- A belga csendőrség kaszárnyája, és 22 lakóház, 1879-ből
- A dendermondei börtön épülete 1863-ből (ld. lent)
- A helyőrség kaszárnyája 1830-ban épült, és itt szolgált 1836-ig a híres flamand író, Hendrik Conscience.
- A feketenővérek (Zwarte Zusters) kolostora 1923-ban épült.
- A királyi akadémia (Koninklijke academie) és a kereskedelmi bank Art Deco stílusú épülete
- A Kerkstraat és a Koningin Astridlaan-Statieplein háza neotradicionális stílusban épültek
- A dendermondei vasútállomás épülete a modernista stílus képviselője

### Érdekességek
- 2006. augusztus 19-én 28 fogoly szökött meg a dendermondei börtönből. Közülük heten órákon belül elfogtak, többségük Belgiumban rejtőzött el, de néhányuknak sikerült Olaszországig és Oroszországig eljutni. A foglyok szökését az tette lehetővé, hogy zárkájuk ajtaján a zár öreg, rozsdás volt. A zár feltörése után összekötötték a lepedőket, leereszkedtek a börtön falán és egy telefonfülke tetején landoltak.
- Max Dendermonde az írói álneve Henry Hazelhoff írónak.
- A belga posta egy időben a dendermondei városháza képével díszített bélyegeket adott ki, 65 cent értékben. A bélyegek egy részén bizonyos részletek hiányoztak és a városháza képét megfordították - a sorozat a "fordított Dendermonde" (de omgekeerde Dendermonde) néven ismert, rendkívül ritka és ennek megfelelően értékes.

## Résztelepülések

### Appels
Dendermonde része 1971-től, lakossága 2900 fő.
Szent Apollónia egyik búcsújáró helye
Itt ömlik a Schelde-folyóba az Appels-Berlare, amely az egyik utolsó mellékfolyó, ami előtt eléri a tengert.

### Sint-Gillis-bij-Dendermonde
Szintén 1971-ben csatolták Dendermonde-hoz. Lakossága 12.708 fő (2005), vagyis többen laknak itt, mint eredetileg Dendermonde városában. Legnagyobb nevezetessége az évente megrendezett virágkarnevál, amely során virággal díszített vonulnak fel a városban minden év szeptemberében

### Baasrode
Dendermonde része 1977-től, lakossága akkor 6342 fő.
A turizmus szempontjából jelentős a Vlassenbroek, a Schelde-folyón épült gát közelében lévő falu, valamint a késő gótikus St.-Gertrudiskerkje (Szt. Gertrúd-templom, 17. század) és a St.-Ursmaruskerk 1677-ben épült tornya, valamint a hajózási múzeum.

### Grembergen
Dendermonde része 1977-től, amikor lakossága 6100 fő volt.
Nevezetessége a barokk stílusú St.-Margarethakerk (18. század) és a Groot Schoor természetvédelmi terület.

### Mespelare

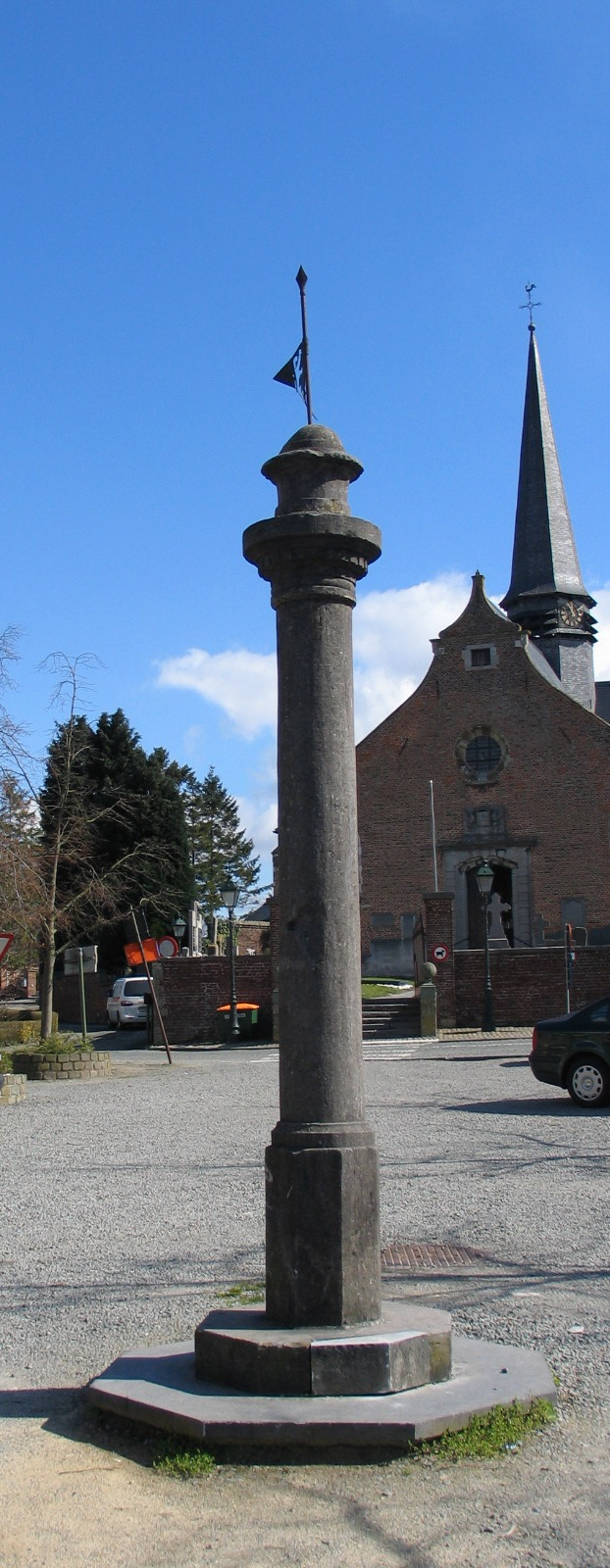
Szégyenfa Gaasbeek-ban

Dendermonde része 1977-től, lakossága akkor 540 fő.
A Dender-folyó mellett fekszik, nevezetessége a kora gótikus St.-Adegondiskerk (13. század), amelynek egyes részei megőrizték a római stílus elemeit. Itt áll a Spanyol Udvar (Spaans Hof) néven ismert palota (1643), illetve egy 17. századi szégyenfa.

### Oudegem
Dendermonde része 1977-től, lakossága akkor 3950 fő
A Dender és a Schelde folyók között fekszik, nevezetessége a Miasszonyunk-templom, melynek egy korai gótikus tornya és egy 13. századi kereszthajója van. Más látnivaló a 18. századi zárda.

### Schoonaarde
Dendermonde része 1977-től, lakossága akkor 2190 fő, a Schelde-folyó mentén fekszik.

## Események
Dendermonde egyik büszkesége a kétévente megrendezett felvonulás a hősies hátas, Ros Beiaard emlékére. A legenda szerint a ló mentette meg lovasát és három testvérét, hogy Nagy Károly elfogja őket.

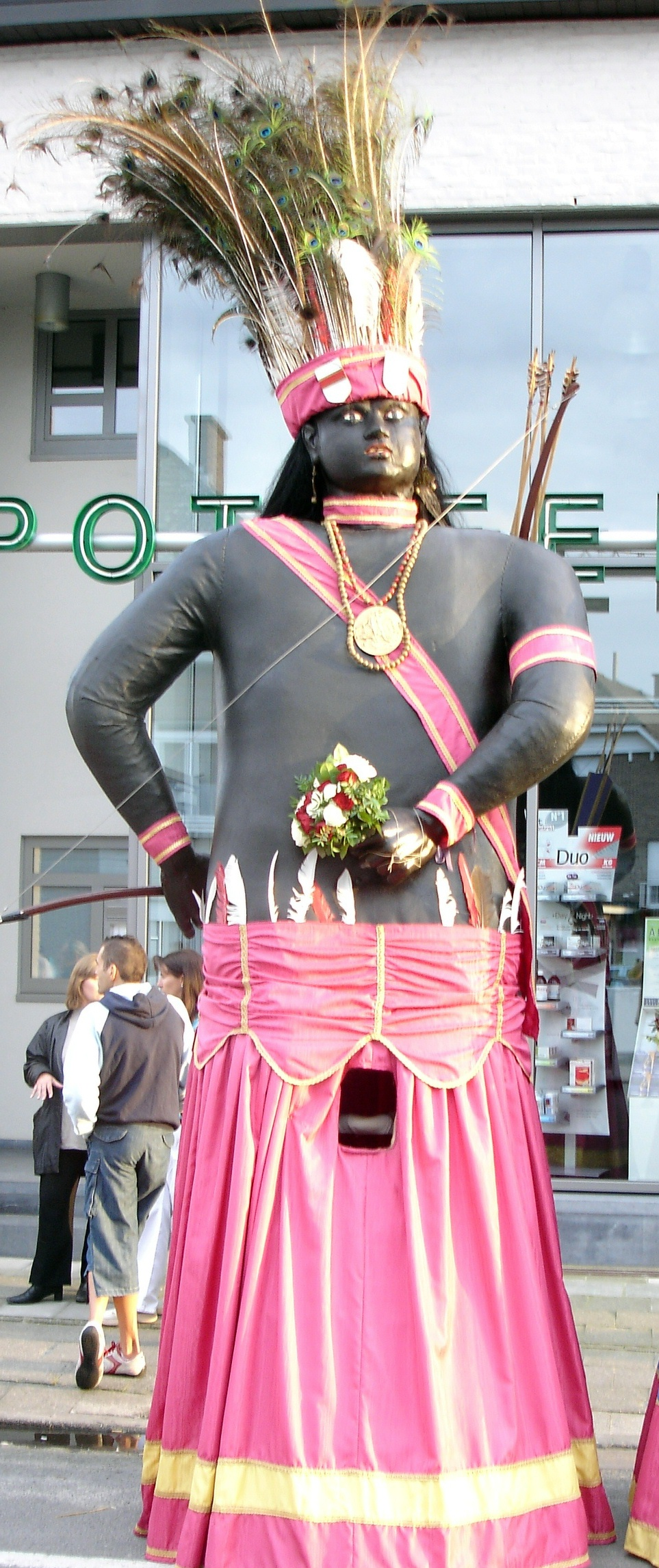
Indiaan, werelderfgoed uit Dendermonde naast het begijnhof en het belfort

### Dendermonde
- Óriások felvonulása: Minden év augusztusa utolsó csütörtökén rendezik, a felvonulásban 1000 hatalmas figura vesz részt, amelyek a három utazó, Mars, Goliath és az Indiaan figuráját veszik körül.
- Honky Tonk Jazzfesztivá
- Begijnhoffeesten - a beginázs környékén rendezett zenei fesztivál
- M'Eire Morough zenei fesztivál (minden évben július utolsó vasárnapján)
- Parkhappening
- Alternatív éjszaka - alternatív zenei fesztivál
- Az iskolások éjszakája
- City Sounds
- De Vierzustersteden kerékpáros verseny

### Sint-Gillis-bij-Dendermonde
- Flandria nyílt rögbibajnoksága (nemzetközi csapatok részvételével)
- Virágfesztivál

### Baasrode
- Scheldefeesten: Minden évben szeptember 3 hétvégéjén a Schelde-folyó mentén megtartott családos rendezvény.
- Tuningday: korábban a Scheldefeesten része volt, de most már önálló zenei fesztivál.
- Mosselrock: szerény, de hangulatos zenei fesztivál, szintén a Scheldefeesten keretén belül.
- A vasút hétvégéje: kétnapos fesztivál, gőzmozdonyok részvételével, a Baasrode Noord állomáson.

### Oudegem
- Fiësta Aaghem

## Híres lakosai
- Rosiana Coleners, költő
- Franz Courtens, festő
- Pierre-Jean De Smet, észak-amerikai misszionárius
- Joyce De Troch, Inge Moerenhouttal és Katia Alensszel együtt az Opium nevű lányzenekar tagja, az 1990-es években működtek
- Eddy De Mey, a flamand VTM tévécsatorna időjósa
- Vanessa Chinitor, az 1999-es Eurovíziós dalfesztiválban Belgiumot képviselte
- Harold Van de Perre, művész
- Kurt Rogiers, színész, jelenleg Grembergen lakosa

## A város szülöttei
- Guy Verhofstadt, Flamand politikus, a VLD tagja, kétszeres belga miniszterelnök
- Norbert De Batselier, hosszú ideig a város polgármestere és a Flamand Parlament (Vlaams Parlement) elnöke
- Louis De Lentdecker, (1924-1999), újságíró
- Marc Verwilghen, VLD-politikus
- Jan Lenssens, a CVP párt politikusa, a flamand regionális kormány tagja
- Tanja Dexters, modell, énekes és médiaszemélyiség, 1998-ban Miss Belgium, a VT4 tévécsatorna Mediamadammen c. műsorának vezetője
- Timothy Derijck, labdarúgó
- Geert De Vlieger, labdarúgó
- Tim de Meersman, labdarúgó
- Jef Van Extergem, politikus, a Flamand Kommunista Párt alapítója (Vlaamse Kommunistische Partij)
- Jan Verhas, (1834-1896), festő
- Franz Verhas, (1827-1897), festő

## Testvérvárosai
- NLD: Geldrop
- GER: Nienburg
- BUL: Blagoevgrad